# Пожарська котлета
Пожа́рська котле́та (рос. пожарская котлета) — січеник з телятини або курятини, засмажений у хрусткій сухарній паніровці. Авторська страва, названа на честь свого винахідника — шинкаря Євдокима Пожарського; її винайдення часто помилково приписують історичному діячеві Росії Дмитру Пожарському. Належить до національних страв російської кухні, але поширена здебільшого в ресторанному харчуванні.

## Історія

### Винайдення страви

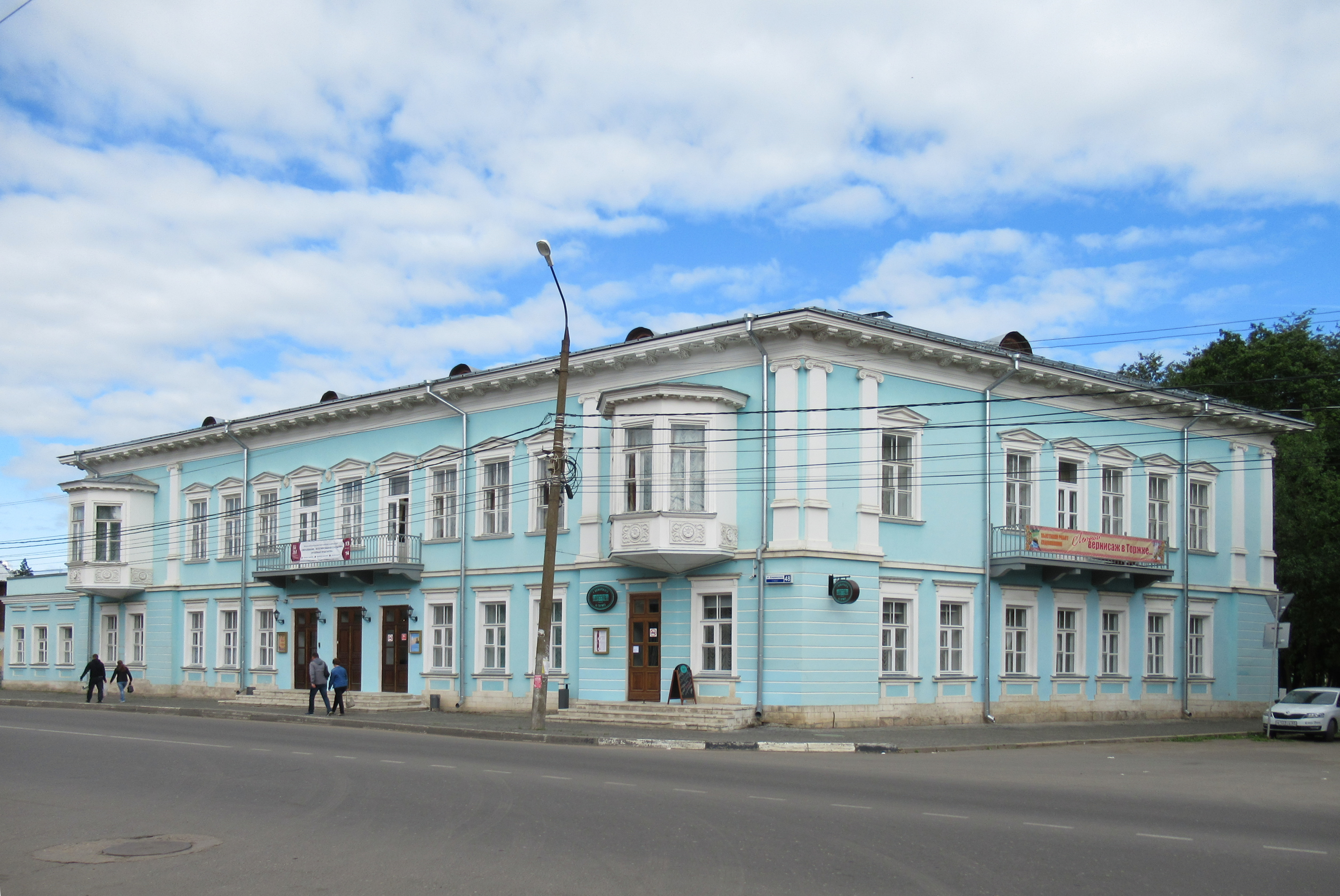
Готель Пожарського у Торжку (копія оригінальної споруди, що згоріла у 2000-х роках).

Щодо появи пожарської котлети існує декілька версій. За найпоширенішою, винайдення цього січеника пов'язують з іменем Євдокима Пожарського, який на початку XIX століття володів корчмою і готелем у провінційному містечку Торжок. Щоби догодити своїм постояльцям, Євдоким почав смажити рублені телячі котлети в сухарях. Суха паніровка добре утримувала м'ясний сік, завдяки чому котлети виходили дуже соковитими. Це швидко принесло шинкареві гучну славу, що вийшла за межі його рідного міста і досягла російської столиці. У 1826 році діти майбутнього імператора Миколи I, прямуючи на коронацію батька, зупинились у готелі Пожарського, після чого велика княжна Ольга Миколаївна згадувала про дочку шинкаря: «У Торжку користувалась заслуженою славою, завдяки своїм дійсно неперевершеним котлетам, мадемуазель Пожарська». Того ж року російський поет Олександр Пушкін радив своєму бібліографові Сергію Соболевському відвідати Торжок і скуштувати знаменитих котлет, причому своє захоплення висловив у віршованій формі: 
|  | На дозвіллі пообідай у Пожарського в Торжку, смажених котлет скуштуй (саме котлет) і рушай полегенько.Оригінальний текст (рос.) …На досуге отобедай У Пожарского в Торжке, Жареных котлет отведай (именно котлет) И отправься налегке… |

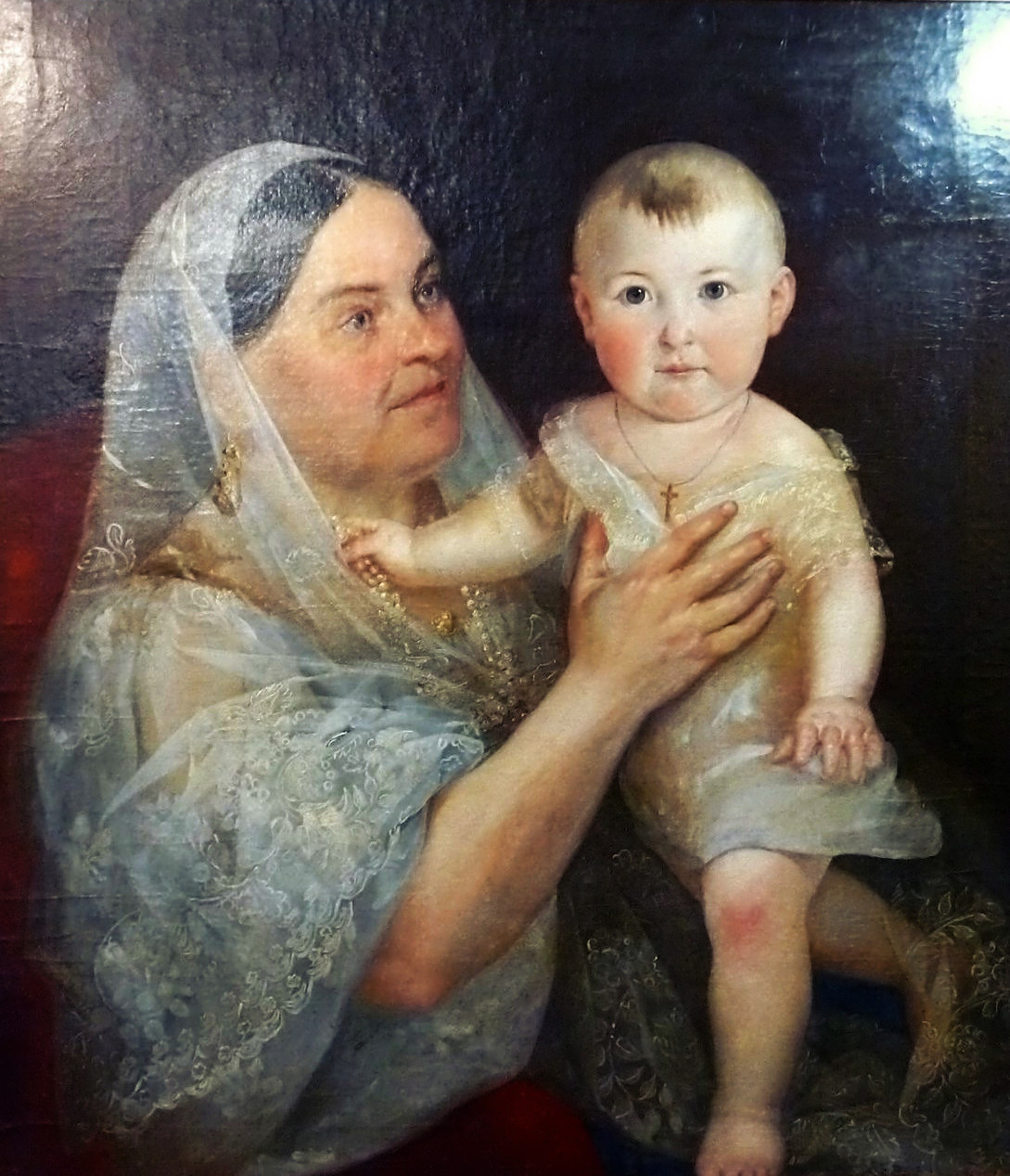
«Дар'я Пожарська з дитиною на руках» (Тимофій Нефф, Музей О. С. Пушкіна в Торжку). На полотні Дар'я зображена з онуком князя Волконського Григорієм. Цим портретом вона завдячує особистій увазі імператриці.

Дочка Євдокима Пожарського Дар'я, успадкувавши в 1834 році від батька його справу, продовжувала господарювати в готелі, піклуючись про славу закладу. У 1830—1840-х роках вона удосконалила рецепт, замінивши телятину ніжнішою курятиною. Це зробило смак пожарських котлет іще делікатнішим, завдяки чому їх стали готувати у дворянських господах і столичних ресторанах. Оновлений варіант пожарської котлети публіцист Михайло Жданов у мандрівних нотатках 1843 року описував так: 
|  | …в готелі Пожарського готують дуже смачні котлети; вони робляться з курки і тануть у роті: раджу усім, що проїздять через Торжок, скуштувати їх. Порція, або дві котлетки коштують лише рубль. |

Ймовірно, одночасно з новою продовжували користуватись і старою рецептурою, оскільки французький поет Віктор д'Арленкур згадував, що пожарську котлету все ж таки готують з телятини. Слава виробу сягнула так високо, що одного разу Дар'ї пощастило пригостити ним самого імператора Миколу I. Він став черговим прихильником фірмового рецепту і в подальшому неодноразово запрошував просту шинкарку до свого двору. Завдяки кулінарним заслугам Дар'я навіть була удостоєна честі побувати на хрестинах онука князя Петра Волконського, де здобула прихильність імператриці. За іншою версією, пожарську котлету удосконалив ще її батько (тобто до 1834 року), коли під час зупинки імператора в Торжку Євдоким не знайшов телятини і змушений був імпровізувати.
Деякі історики припускають, що родина Пожарських взагалі не мала стосунку до винайдення цього січеника. За однією з таких версій, Дар'я Пожарська під час проїзду імператора Олександра I через Торжок просто підгледіла як придворний кухар готує котлету в сухарній паніровці і вправно оволоділа новою кулінарною технікою. Маркіз де Кюстін після відвідин Торжка у 1839 році писав у своїй книзі, що рецепт курячих котлет дав господині заїжджого двору один нещасний француз, який не міг інакше розрахуватись за притулок і таким чином допоміг цій жінці набути статків. Цю версію підтримував і французький поет Теофіль Готьє у своїх спогадах про мандри Росією, виданих у 1867 році. На користь таких припущень свідчить технологія приготування, яка, з одного боку, надто відрізняється від народної російської кухні, а з іншого, дуже подібна до рецептури марешалі та котлети де-воляй, в яких традиційно використовують філе птиці.

### Подальший розвиток
З середини XIX століття приготування січеників у сухарній паніровці стало настільки популярним, що на Всесвітній виставці в Парижі у 1867 році пожарські котлети разом із кулеб'якою, борщем і гур'євською кашею демонструвались як взірці російських страв. У рецепта з'явились модифікації. Так, 1853 року кухар Ігнатій Радецький в «Альманасі гастрономів» наводив вже два способи приготування пожарських котлет: з курятини і з риби, причому для обох пропонував подвійну паніровку «сухарі — яйце — сухарі». Наприкінці XIX століття кулінарна письменниця Катерина Авдєєва крім курячих пожарських котлет давала перепис із використанням м'яса орябка. В цей же період рецепт був доопрацьований видатною кулінаркою Пелагеєю Олександровою-Ігнатьєвою, яка включила до складу фаршу білий хліб, замочений у вершках. Пізніше шеф-кухарі стали довільно застосовувати принцип приготування пожарських котлет до січеників найрізноманітніших ґатунків, однак класичний склад цієї страви залишився таким, яким він був на зламі XIX і XX століть.
Після смерті Дар'ї в 1854 році сімейні справи Пожарських підупали і родинна слава розвіялась, хоча пожарська котлета увійшла до російської кухні як національна страва саме під їхнім іменем. Внаслідок такого історичного забуття у XX столітті авторство цього січеника стали помилково приписувати знаному російському князеві, герою російського ополчення Дмитрові Пожарському. У цієї похибки могли бути й політичні мотиви. У разі, якщо винахід належав французу, визнавати його авторство вважалося непатріотичним та ідеологічно неправильним, адже за радянських часів усе буржуазне та іноземне намагались витіснити з російської історії.

Показово, що за сотню років споживацька аудиторія цього кулінарного виробу не змінилась: увійшовши в національну кухню як страва заможних верств російського суспільства, пожарська котлета не набула популярності серед простолюду. Навіть за часів СРСР, коли намагалися штучно стерти відмінності між соціальними класами, пожарські котлети входили тільки до ресторанного меню або домашньої кухні багатіїв, яких тоді висміювали за «міщанство». Типовий споживач цього січеника змальований у сатиричній повісті Іллі Ільфа і Євгена Петрова «Дванадцять стільців» в образі підприємливого отця Федора, чиє меню ґрунтувалось виключно на кролятині власного виробництва: 
|  | З кролів готували печеню, битки, пожарські котлети; кролів варили в супі, подавали на вечерю в холодному вигляді й запікали в бабки. |

Радянська «Книга про смачну і здорову їжу», згадує ці січеники побіжно («так звані „пожарські“ котлети»). Довідник для професійних кухарів «Кулінарія» також описує їх виключно як напівфабрикати. Слід зазначити, що пожарські котлети промислового виробництва у роздрібний продаж не надходили, а призначались тільки для ресторанів. Таке вузьке застосування цього виробу можна пояснити відносною складністю його приготування, яке вимагало певних кулінарних навичок, а тому не вписувалось в концепцію примітивної радянської кухні. До того ж пожарські котлети не підлягають повторному розігріванню, що створювало незручності у пересічних радянських закладах харчування, орієнтованих на масове обслуговування, а не на індивідуальний підхід. В XXI столітті пожарські котлети входять до меню російських ресторанів як своєрідна «алюзія» на дворянське або міщанське меню дореволюційних часів. На своїй історичній батьківщині пожарська котлета — визнаний спеціалітет, якому присвячують щорічний гастрономічний фестиваль «У Пожарського в Торжку».

## Складники
Найдавніший з усіх способів приготування пожарської котлети передбачає доволі вузький набір складових продуктів: січене м'ясо, вершкове масло, сіль і перець, а для панірування — яйце і тонко нарізані пшеничні сухарі. Спочатку пожарську котлету належало готувати з телятини, пізніше — з курятини. Дозволялось змішувати ці два сорти м'яса, але з кінця XIX століття курятина остаточно витіснила телятину і з того часу розглядається як класичний інгредієнт. Пізніше набір складників, використовуваних для приготування фаршу, збагатився. До нього стали додавати городню цибулю і пшеничний хліб, замочений у вершках, а також вершки окремо. У 1950-х роках у «Книга про смачну і здорову їжу» і довідник «Кулінарія» фіксують радикальні зміни: в них пожарську котлету радили готувати з напівжирної свинини, а замість вершків для кращого зв'язування складових фаршу додавали яйце (у промисловому виробництві меланж).
Для приготування цієї страви придатне як свіже м'ясо, яке подрібнюють перед приготуванням, так і заморожені напівфабрикати (фарш), однак авторитетні кулінари не схвалюють використання розмороженого м'яса. Фарш не повинен бути жирним, до м'яса також не можна додавати сало, оскільки увесь жир готової котлети має бути вершкового походження.
Пізні авторські інтерпретації пожарської котлети дозволяють використовувати й інші сорти м'яса (качатину, індичатину, яловичину), рибу і навіть крабове м'ясо. Набір додатків також розширився: для ароматизації й надання пікантнішого смаку в пожарську котлету різні кухарі пропонують додавати лимонну цедру, розмарин, чебрець, яблука, журавлинову настоянку, печериці, пор тощо. Всі ці запозичення є наслідком потужного впливу на ресторанну справу популярних у Росії іноземних кухонь, перш за все, французької, італійської, японської. Крім вершкового або пряженого масла, яке застосовували для смаження пожарської котлети спочатку, сучасна рецептура дозволяє використовувати також олію, втім, остання надає пожарським котлетам грубішого смаку. Фактично незмінними компонентами оригінальної пожарської котлети залишились специфічна сухарна паніровка і вершкове масло у складі фаршу.

## Приготування
Пожарську котлету завжди готують лише з січеного м'яса. Класичний рецепт передбачав ручне подрібнення м'яса, для якого застосовували великий кухарський ніж. В такий спосіб отримували відносно великі часточки фаршу, які надавали йому грубішої консистенції, але краще зберігали м'ясний сік. Сучасні інтерпретації дозволяють подрібнювати м'ясо за допомогою кухонного комбайну, м'ясорубки чи блендеру. В такий спосіб отримують гомогенний фарш з дуже дрібних часточок, що значно покращує текстуру виробу але призводить до втрат м'ясного соку під час смаження, що може погіршити смак. Серед кухарів не існує одностайної думки щодо того, чи припустимі такі спрощення при приготуванні пожарської котлети.
У найдавніших рецептах пожарської котлети в січене м'ясо загортали крихітний кавалок вершкового масла, яке при смаженні розтоплювалось і змащувало фарш зсередини. Щоби масло і м'ясний сік не витікали, пожарську котлету перед смаженням вмочували у яйце і обкочували в тонко нарізаних пшеничних сухарях. В свою чергу, щоби сухарі щільно облягали виріб, вони не повинні були бути надто сухими (радше йшлося про підсушений хліб). Власне мистецтво приготування пожарської котлети якраз і полягало в тому, щоби готовий виріб набув достатньої м'якості, не втративши соковитості, не пригорівши і не розпавшись. Це потребувало тривалої кухарської практики, тому згодом для спрощення приготування заморожене вершкове масло стали натирати на тертушці і обережно вмішувати у фарш. Таким чином воно рівномірно розподілялось і зменшувався ризик витікання при нагріванні. Коли до складу пожарської котлети увійшла цибуля, то її стали обсмажувати окремо на вершковому маслі і разом з маслом від смаження додавали до фаршу. Тим не менш, досвідчені кухарі радять додавати до фаршу масло виключно охолодженим і в помірній кількості, тому що через його надлишок або розрідженість котлета при смаженні може розпастись.
Еволюція рецепту йшла у напрямку надання котлеті м'якшого смаку. Революційним винаходом на цьому шляху стало додавання вершків і свіжого хліба. Подрібнений хліб потрібно було замочити у вершках, додати до фаршу одночасно з цибулею і вимішати перед паніруванням. Хліб всотував м'ясний сік і жир під час смаження, тобто робив пожарську котлету соковитішою. Крім того, окремо додавали ще трохи вершків, які надавали котлеті ніжнішої текстури і присмаку. Поєднання м'яса і вершків — це давній і випробуваний прийом західноєвропейської кулінарії, який поширився у високій (тобто дворянській) російській кухні. Недарма в радянські часи рецепт пожарської котлети зазнав спрощення саме у цій частині: замість вершків для зв'язування складових фаршу стали користуватись яйцем. З одного боку, це спростило приготування, оскільки білок яйця, зсідаючись під час смаження, надійно утримує у виробі рідкі складові та частки фаршу, не даючи котлеті розпастися; з іншого боку, стандартне поєднання «фарш — хліб — яйце» широко застосовувалось в усіх січениках радянської кухні, через що пожарська котлета втратила оригінальність смаку. В пострадянський період знов набув популярності спосіб приготування цього січеника з вершками та/або вершковим маслом, а використання яйця і свинини у пожарській котлеті багатьма кухарями було відкинуте.
За весь час існування пожарської котлети незмінним залишився тільки один кулінарний прийом, якому вона завдячує своїм легко впізнаваним виглядом, — панірування. Цей завершальний етап формування виробу полягає в обкочуванні сирої котлети спочатку в яйці, а потім у тонко нарізаних (натертих на тертушці) смужках сухого пшеничного хліба. При смаженні вони перетворюються на хрустку скоринку, яка створює приємний контраст з соковитим фаршем. З цієї причини при готуванні пожарської котлети ніколи не користуються меленими панірувальними сухарями, які не забезпечують необхідної хрусткості. Пелагея Олександрова-Ігнатьєва запропонувала варіацію цього прийому — обкачування котлети в сухарях, нарізаних дрібними кубиками. Хоча така паніровка при смаженні може утворювати надмірно жорстку скоринку, в ресторанній практиці нею часто користуються, оскільки вона створює певний декоративний ефект: засмажені сухарні кубики надають готовій котлеті привабливого шпичастого вигляду.

## Подавання
Подібно до інших класичних котлет пожарську формують довгастою з одним загостреним кінцем. Традиційно цей виріб не повинен бути надто великим, за переказами, Дар'я Пожарська робила їх розміром з власну долоню. З радянської доби стандартну вагу цього напівфабрикату визначали у 75 г. При такій вазі на одну порцію припадає зазвичай по дві котлети (про таку розкладку писав ще Михайло Жданов у 1843 році). Пелагея Олександрова-Ігнатьєва радила при формуванні цього січеника встромляти в нього курячу кісточку, завдяки якій готовий виріб набував вигляду цілої ніжки. Попри зручність це запозичення з французької кухні в приготуванні пожарської котлети не усталилось.
Подають пожарську котлету лише гарячою і свіжою, оскільки через наявність сухарної скоринки для повторного розігрівання вона не придатна. Гарнірують страву смаженими чи тушкованими овочами, салатом, овочевим пюре. В давнину цей різновид січеника подавали з фюме (темним бульйоном), поливали жиром від смаження або соусами сюпрем і пікант. Пізніше додатки спростились, тому в XXI столітті пожарські котлети можна присмачувати будь-яким соусом на молочній, м'ясній, фруктовій основі. Завдяки високій поживності зазвичай пожарську котлету подають як другу страву на обід, рідше як самостійну страву на вечерю.

## Подібні страви
Пожарська котлета була створена на основі таких м'ясних виробів як марешаль і котлета де-воляй, добре відомих у Росії на початку XIX століття. Підтвердженням цього є і подальший розвиток рецептури, в якому були спроби повернутись до форми означених котлет (використання кісточки) та їхнього складу (використання курятини від котлет де-воляй і дичини від марешаля). В свою чергу, січеник Пожарського став прототипом так званих михайлівських (новомихайлівських) котлет. Дослідник російської кухні Вільям Похльобкін вважав, що технологію їх приготування втратили у роки Громадянської війни, а потім відновили під назвою котлет по-київські. Однак в рецептурі котлет-по-київські усталилось використання філе, тому їх класичний варіант правильніше виводити безпосередньо від котлет де-воляй. Порівняльний аналіз рецептур цих виробів поданий нижче.
| Назва                | Основні продукти                                                         | Спосіб приготування                                                                       |
| -------------------- | ------------------------------------------------------------------------ | ----------------------------------------------------------------------------------------- |
| Марешаль             | Філе пернатої дичини, кнельна маса (фарш + вершки), паніровка, кісточка. | Кнелі варять, загортають у філе, вставляють кісточку, панірують, смажать.                 |
| Котлета де-воляй     | Куряче філе, кнельна маса (фарш + вершки), паніровка, кісточка.          | Кнелі варять, загортають у філе, вставляють кісточку, панірують, смажать.                 |
| Пожарська котлета    | Січена телятина або курятина (переважно), вершкове масло, паніровка.     | Вершкове масло охолоджують, загортають або вмішують посіченим у фарш, панірують, смажать. |
| Михайлівська котлета | Січена курятина, вершки, вершкове масло, паніровка, кісточка.            | У фарш додають натерте вершкове масло і вершки, вставляють кісточку, панірують, смажать.  |
| Котлета по-київськи  | Куряче філе (переважно) або фарш, вершкове масло, паніровка, кісточка.   | Вершкове масло охолоджують, загортають у м'ясо, вставляють кісточку, панірують, смажать.  |